# Indywidualne Międzynarodowe Mistrzostwa Ekstraligi 2020
Indywidualne Międzynarodowe Mistrzostwa Ekstraligi 2020  – (PGE Indywidualne Międzynarodowe Mistrzostwa Ekstraligi) siódma edycja corocznego żużlowego turnieju indywidualnego mającego na celu wyłonienie najlepszego zawodnika Speedway Ekstraligi w sezonie. Zawody zostały rozegrane 15 sierpnia 2020 na Motoarenie w Toruniu.

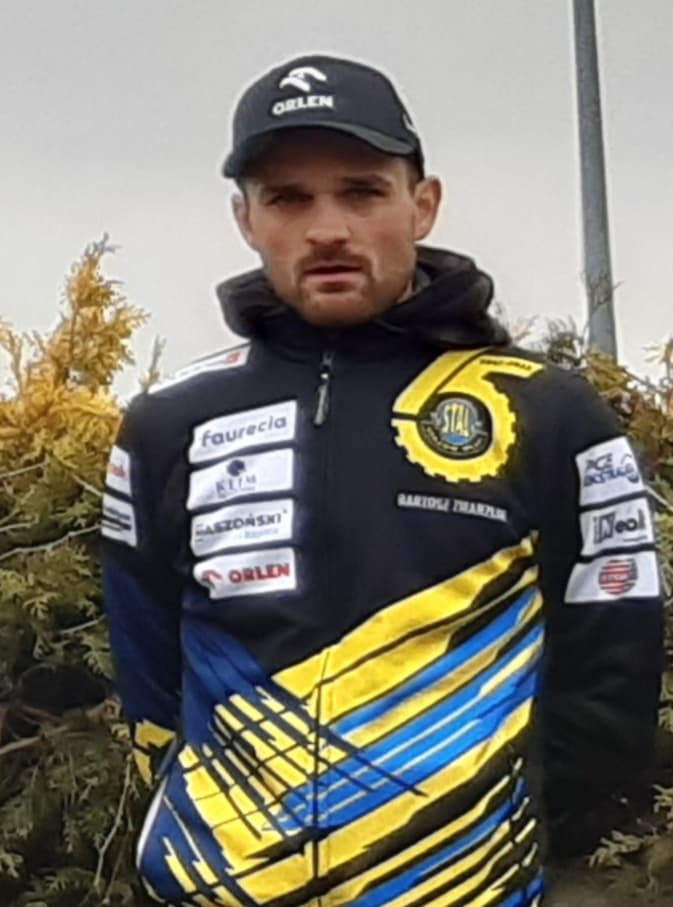
Zwycięzca IMME 2020 – Bartosz Zmarzlik

W zawodach zwyciężył Bartosz Zmarzlik, który jako pierwszy zawodnik w historii turnieju obronił tytuł mistrzowski.

## Zawodnicy nominowani
Do udziału w turnieju nominowano 15. żużlowców z najwyższymi średnimi biegowymi po 7. kolejkach Speedway Ekstraligi. Stawkę uzupełnił Paweł Przedpełski, który otrzymał dziką kartę od organizatorów.
Lista zawodników wg średniej biegowej:
1. Emil Sajfutdinow (2,600)
2. Artiom Łaguta (2,414)
3. Leon Madsen (2,360)
4. Fredrik Lindgren (2,280)
5. Martin Vaculík (2,222)
6. Maciej Janowski (2,188)
7. Bartosz Zmarzlik (2,179)
8. Tai Woffinden (2,156)
9. Grigorij Łaguta (2,147)
10. Piotr Pawlicki (2,138)
11. Matej Žagar (2,111)
12. Patryk Dudek (2,000)
13. Gleb Czugunow (2,000)
14. Jason Doyle (2,000)
15. Mikkel Michelsen (1,973)
16. Paweł Przedpełski (1,545) – Dzika Karta

## Lista startowa
9 sierpnia ogłoszono numery startowe do zawodów:
1. Mikkel Michelsen (LUB)
2. Patryk Dudek (ZIE)
3. Fredrik Lindgren (CZE)
4. Gleb Czugunow (WRO)
5. Maciej Janowski (WRO)
6. Grigorij Łaguta (LUB)
7. Emil Sajfutdinow (LES)
8. Artiom Łaguta (GRU)
9. Leon Madsen (CZE)
10. Martin Vaculík (ZIE)
11. Bartosz Zmarzlik (GOR)
12. Matej Žagar (LUB)
13. Tai Woffinden (WRO)
14. Jason Doyle (CZE)
15. Paweł Przedpełski (CZE)
16. Piotr Pawlicki (LES)
17. Mateusz Świdnicki (CZE) – zawodnik rezerwowy
18. Norbert Krakowiak (ZIE) – zawodnik rezerwowy

## Finał
Rundę zasadniczą wygrał Bartosz Zmarzlik. Polak zdobył 14 punktów, a jedynym przeciwnikiem, który go pokonał był Emil Sajfutdinow. Bezpośredni awans do finału uzyskał jeszcze Jason Doyle. O dwa pozostałe miejsca rozegrano biegi półfinałowe. W pierwszym z nich zmierzyli się Leon Madsen, Matej Žagar, Maciej Janowski i Piotr Pawlicki. Zwyciężył Madsen. W drugim półfinale pod taśmą stanęli Patryk Dudek, Paweł Przedpełski, Tai Woffinden oraz Emil Sajfutdinow. Pierwszy na mecie zameldował się Dudek i uzupełnił stawkę finału. W najważniejszym biegu turnieju zwyciężył Bartosz Zmarzlik, który został pierwszym zawodnikiem, któremu udało się obronić tytuł IMME. Podium uzupełnili Jason Doyle oraz Leon Madsen.
- Toruń, 15 sierpnia 2020
- Sędzia: Krzysztof Meyze
- Widzów: b.d.

| Msc. | Zawodnik               | Klub         | Pkt    |             |  |
| ---- | ---------------------- | ------------ | ------ | ----------- |  |
| 1    | (11) Bartosz Zmarzlik  | Gorzów Wlkp. | 14+3   | (3,2,3,3,3) |  |
| 2    | (7) Jason Doyle        | Częstochowa  | 12+2   | (3,3,2,3,1) |  |
| 3    | (9) Leon Madsen        | Częstochowa  | 7+3+1  | (1,0,3,1,2) |  |
| 4    | (2) Patryk Dudek       | Zielona Góra | 10+3+0 | (3,2,1,1,3) |  |
| 5    | (5) Maciej Janowski    | Wrocław      | 12+2   | (2,3,3,2,2) |  |
| 6    | (13) Tai Woffinden     | Wrocław      | 11+2   | (1,2,3,2,3) |  |
| 7    | (12) Matej Žagar       | Lublin       | 8+d    | (2,3,d,1,2) |  |
| 8    | (15) Paweł Przedpełski | Częstochowa  | 7+1    | (0,0,2,2,3) |  |
| 9    | (16) Piotr Pawlicki    | Leszno       | 7+1    | (2,2,2,w,1) |  |
| 10   | (7) Emil Sajfutdinow   | Leszno       | 6+0    | (1,3,0,2,0) |  |
| 11   | (1) Mikkel Michelsen   | Lublin       | 6      | (2,1,1,0,2) |  |
| 12   | (8) Artiom Łaguta      | Grudziądz    | 5      | (3,1,0,0,1) |  |
| 13   | (10) Martin Vaculík    | Zielona Góra | 5      | (0,1,1,3,d) |  |
| 14   | (6) Grigorij Łaguta    | Lublin       | 4      | (0,d,0,3,1) |  |
| 15   | (3) Fredrik Lindgren   | Częstochowa  | 4      | (1,1,1,1,0) |  |
| 16   | (4) Gleb Czugunow      | Wrocław      | 2      | (0,0,2,d,0) |  |
| 17   | rez. Mateusz Świdnicki | Częstochowa  | ns     |             |  |
| 18   | rez. Norbert Krakowiak | Zielona Góra | ns     |             |  |

Bieg po biegu:
1. Dudek, Michelsen, Lindgren, Czugunow
2. A. Łaguta, Janowski, Sajfutdinow, G. Łaguta
3. Zmarzlik, Žagar, Madsen, Vaculík
4. Doyle, Pawlicki, Woffinden, Przedpełski
5. Janowski, Woffinden, Michelsen, Madsen
6. Doyle, Dudek, Vaculík, G. Łaguta (d)
7. Sajfutdinow, Zmarzlik, Lindgren, Przedpełski
8. Žagar, Pawlicki, A. Łaguta, Czugunow
9. Zmarzlik, Pawlicki, Michelsen, G. Łaguta
10. Janowski, Przedpełski, Dudek, Žagar (d)
11. Madsen, Doyle, Lindgren, A. Łaguta
12. Woffinden, Czugunow, Vaculík, Sajfutdinow
13. Doyle, Sajfutdinow, Žagar, Michelsen
14. Zmarzlik, Woffinden, Dudek, A. Łaguta
15. Vaculík, Janowski, Lindgren, Pawlicki (w/su)
16. G. Łaguta, Przedpełski, Madsen, Czugunow (d)
17. Przedpełski, Michelsen, A. Łaguta, Vaculík (d)
18. Dudek, Madsen, Pawlicki, Sajfutdinow
19. Woffinden, Žagar, G. Łaguta, Lindgren
20. Zmarzlik, Janowski, Doyle, Czugunow
21. 1. półfinał: Madsen, Janowski, Pawlicki, Žagar (d)
22. 2. półfinał: Dudek, Woffinden, Przedpełski, Sajfutdinow
23. Finał: Zmarzlik, Doyle, Madsen, Dudek